# 보르지긴 카말라
보르지긴 카말라(Kammala, ᠭᠠᠮᠠᠯᠠ, 한국 한자: 孛兒只斤 甘麻剌 패아지근 감마랄, 또는 한국 한자: 甘麻羅 감마라 키릴 문자:Гамала, 1263년 ~ 1302년 2월 8일(음력 1월 10일) 혹은 2월 2일(음력 1월 4일))는 몽골 원나라의 황족, 장군으로, 세조의 차남 친킴의 아들이다. 묘호는 현종(顯宗)이다. 1290년 10월 2일 양왕(梁王)에 임명되어 운남 성으로 파견되고, 1291년 혹은 1292년 12월 27일 진왕(晉王)으로 개봉되어 몽골 막북 고원으로 파견되었다. 1292년부터 1302년까지 카라코룸과 주변 지역을 관리하였다. 페르시아어로는 카말라아(كملا)이다. 혹은 갈마립(葛瑪拉), 카라말(甘剌麻, Галама)로도 부른다. 카말라는 산스크리트어로 연꽃을 의미한다.
쿠빌라이 카안 통치기간 때부터 오고타이 한국의 카이두군과 교전하였다. 1291년 삼촌 노무간 대신 교체되어 카라코룸으로 파견되어, 1302년까지 몽골고원을 다스렸다. 그는 그 동안 몽골어로 통감(通鑑)을 몽골고원의 부족장, 백성들에게 강의하였다. 1300년부터는 원 성종이 보낸 카이산 등과 함께 카이두와 교전하여 1301년 8월 카이두군을 격파했다. 1311년 원 인종 즉위 후 헌무(獻武)의 시호를 받고 진헌무왕(晉獻武王)이 되었다가, 원 태정제가 황제로 추숭하였는데, 시호는 광성인효황제(光聖仁孝皇帝)이다. 그는 세조 쿠빌라이 칸의 손자이며, 쿠빌라이 칸의 아들 친킴 태자와 코코진 사이의 장남이었다. 충선왕의 정비인 계국대장공주와 원나라 태정제의 아버지이다.

## 생애

### 생애 초반
카말라는 1263년에 원나라 대도 연왕저(중국 베이징 시)에서 태어났으며 생일은 미상이다. 일설에는 1262년생 설도 있다. 아버지는 세조 쿠빌라이 칸과 차브이 카툰의 차남 연왕 친킴이고, 어머니는 휘인유성황후 코코진 바이람에게치(徽仁裕聖皇后 闊闊真)이다. 칭기즈 칸의 증손자가 된다. 다르마발라, 테무르(후일의 원나라 성종)의 형이 된다. 원사의 현종전, 신원사 113권에는 카말라가 휘인유성황후 코코진 카툰(혹은 코케진 카툰)의 아들이라 하나, 원사의 116권 후비전에서는 휘인유성황후 코코진 카툰의 소생에 카말라가 들어 있지 않다. 또한 카말라는 1263년생인데 동생 다르마발라는 1264년생인 점을 들어 일설에는 카말라가 코코진 카툰의 소생이 아니라는 설이 있다. 그의 이름 카말라는 산스크리트어로 연꽃을 뜻한다.
원사와 원사연의, 신원사 113권에 의하면 그의 이름은 카말라(甘麻剌)인데, 신원사 104권, 110권에는 카라말(甘剌麻)로 나타난다. 원사 15권을 비롯, 일부 문헌에서는 감부랄(甘不剌)로도 나타난다. 그는 태어나자 얼마 지나지 않아 할머니 차브이 카툰 손에 양육되었고 할아버지 쿠빌라이 칸의 옆에서 성장했다. 이유는 원사, 원사연의, 집사 등에 기록이 없어 알 수 없다.
그는 평소 삼가하고 근신하며 망언을 하지 않고, 항상 말을 조심하였다. 그러나 언변이 약하고 말재주가 부족했으며, 총명한 성격은 아니었다. 말 주변이 없고 말을 잘 하지 못했다, 말을 더듬었다는 평이 있고, 원사에는 그의 성품에 대해 천성이 인후(仁厚)하고 부드러웠다고 한다. 어느정도 성장한 뒤에는 할아버지 세조 쿠빌라이 카안을 좌우에서 보좌하였다.

### 청년기
원사와 신원사에 등장하지 않으나, 초창기에 카말라는 지원 연간에 카말라는 북변으로 출진, 진수했고 알타이산맥 일대에 주둔하였다. 원사 115권과 신원사 113권과 이때 폭설이 내려도 그는 천막에서 태연히 모닥불을 지피고 고기를 구웠다 한다.
1285년 1월에는 아버지 친킴 태자가 알콜중독으로 쿠빌라이보다 먼저 죽고, 원나라에 의해 최고의 권력과 재산이 있는 세력이 있는 황태자부의 관리 권한을 코코진이 받았다. 그는 근신들을 잘 타이르고, 신하들과 백성을 소중하게 여겼다 한다. 그러나 친킴의 장남이었던 카말라 대신 동생 다르마발라나 테무르가 후계자로 점쳐졌다. 어떤 이유에서였는지 어머니 코코친 카툰, 할아버지 쿠빌라이 카안이 지지했음에도, 그는 벙어리 혹은 장애인이라는 의혹이 있던 동생 다르마발라에게 패하였다. 어떤 이유에서였는지 쿠빌라이 카안은 곧 의도를 바꾸어 다르마발라를 황태자로 낙점한다. 1285년 세조는 내사부(内史府)를 설치하고 카말라를 내사령에 임명했다. 1287년부터 그는 몽골고원에 있는 칭기즈칸의 4대 행궁(行宮)을 관리를 맡았다.
부인은 옹기라트부족 출신 부얀케르미시로, 일설에는 그가 진왕으로 재직 시 혼인하였다. 혹은 그때 정궁으로 책봉되었다. 그는 아들 예순 테무르(후일의 원 진종 태정제)를 낳았다. 부얀케르미시는 원비(元妃)로 봉해지고, 사후 태정제 때 선의숙성황후(宣懿淑聖皇后)로 추존된다. 부얀케르미시의 친정아버지와 가까운 친정 일족에 대한 기록은 원사, 원사연의에는 나타나지 않는다.

### 군사 활동
정확한 시기는 알려진 것이 없으나 쿠빌라이 칸 생전에 그는 군사를 이끌고, 카이두의 군대와 교전했는데 한번은 카이두의 아들 차파르를 상대로 교전하였다.
카말라가 언제 처음 출진했는지는 알 수 없으나, 원사 15권에 의하면 1289년 2월 이전에 대동로(大同路)로 출진해 있었다. 1289년(지원 26년) 2월 19일 당시 카말라의 주둔지의 병사들이 식량난에 시달렸다. 쿠빌라이 카안의 명으로 대동로(大同路) 현장에서 식량을 확보하여 진휼해주었다.
1289년(지원 26년) 쿠빌라이 칸은 변방에 체류했는데, 이때 카말라를 소환하여 유림(柳林)으로 보내 사냥을 다녀오도록 시험하였다. 1289년 쿠빌라이 칸의 명으로 군사를 이끌고 곽주(漷州)로 파견되었다. 1289년 오고타이 칸국의 카이두가 몽골고원 서부로 침략하자, 카말라는 할아버지 쿠빌라이 칸의 지시로 군사를 이끌고 몽골고원으로 가 카이두 군대와 교전했으나, 카이두에게 참패당했다. 이어 킵차크 출신 장군 투투가쿠군이 지원, 항가이산맥에서 힘써 카이두와 교전하였고, 카말라가 다시 군사를 이끌고 카이두와 교전했으나 성과가 없었다. 투투가쿠가 이끄는 킵차크 군이 겨우 적진을 무너뜨리고 카말라를 지켜냈으며, 퇴각에 성공했다. 후퇴 중에도 카이두 군의 기병대가 추격해왔으나, 투투가쿠는 복병을 배치하여 추격을 따돌리고 카말라 일행은 위험에서 벗어났다. 결국 1289년 7월 쿠빌라이 칸이 직접 군사를 이끌고 출전, 카이두 군대를 국경 밖으로 몰아냈다.
1290년 10월 2일 카말라는 양왕(梁王)에 임명되어 금인(金印)을 하사받고 윈난 성으로 파견되었으며, 중산(中山)지역도 하사받았다. 1291년 혹은 1292년 12월 27일 후계자가 없는 삼촌 노무간을 대신하여 진왕(晉王)으로 교체, 임명되어 수뉴금인(獸鈕金印)을 받고 다시 몽골고원으로 보내져 몽골고원과 칭기즈 칸의 4대 행궁, 그리고 타타르 지역을 관할했다. 쿠빌라이는 몽골고원이 태조 칭기즈칸의 땅임을 들어 각별히 신경쓸 것을 그에게 주문하였다. 진왕은 고비사막 북쪽의 몽골을 소유하였고, 칭기스 칸의 무덤이 오르도스에 있었기 때문이었다. 그러나 그는 그의 동생 다루마바라와 테무르, 그리고 그들의 아들 손자들과의 계승 경쟁에서 패하였다.
그는 몽골고원과 타타르부의 영지를 지키는 한편, 틈나는 대로 통감(通鑑)을 몽골고원의 부족장, 백성들에게 몽골어로 강의하였다. 1292년 다르마발라가 대도에서 병으로 진료받던 중 갑자기 죽자, 역시 다음 후계자를 결정할 때 카말라는 다른 동생 테무르와의 경쟁에서 패하고 테무르가 황태자로 정해졌다.

### 칸위 계승 탈락
1294년 2월 10일 세조가 사망했을 때 다시 테무르와 카말라 중 누가 후계자로 적합한지 다시 논의되었다. 그러나 장군 바얀이 테무르의 지지를 선언했고, 다른 친족들과 어머니 코코진 카툰 역시 테무르를 택하면서 그는 스스로 양보하였다. 세조 사후 그는 동생에게 제위를 양보했다 하나, 세조 사후 원나라 귀족들과 몽골 족장들은 누가 칭기즈 칸의 유훈을 잘 기억하는지 시험할 것이 제의되었다. 그는 이때에도 칭기즈 칸의 유훈을 잘 설명하지 못했고, 동생 테무르에게 패하였다. 그날 열린 쿠릴타이에서 제위는 동생 테무르를 선출하였다. 일설에는 코코진이 테무르를 총애하고 아꼈다는 설이 있다.
어머니 코코진 카툰이 테무르 울제이트를 적극 지지한다는 소식을 접한 카말라는 카안위에 대한 야망에도 불구하고 패배를 받아들였다.
원사에 의하면 그는 '황조께서 내게 북방 진무를 맡기셨으니, 사직을 지키라는 뜻이다. 오래도록 변방 일을 보았으니 원컨데갑옷을 입게 해달라. 동생 테무르는 어질고 효성스러우니 마땅히 대통을 이어야 한다(昔皇祖命我鎮撫北方，以衛社稷，久歷邊事，願服厥職。母弟鐵穆耳仁孝，宜嗣大統)'며 황제위를 자발적으로 동생에게 양보하였다. 라시드 웃딘의 집사(集史)에 따르면, 섭정으로 쿠릴타이를 주최한 코코진은 "누구든지, 몽골의 중요한 계명인 칭기스칸이 가르친 말씀을 가장 잘 알고있는 사람이 칸에 즉위해야한다"는 쿠빌라이 칸의 유언을 꺼내 형제에게 칭기즈 칸의 가르침을 알고 있는지를 묻자, 테무르는 총명하고 언변과 기억력이 뛰어나, 칭기즈칸의 가르침을 웅변으로 답했지만, 언변과 말발이 서투른 카마라는 말을 버벅대어 잘 대답할 수 없었다. 왕족, 장군들은 테무르가 칸에 적합하다고 만장일치로 인정, 테무르를 추대했다고 한다.
당시 원나라의 추밀원과 군권을 장악한 대신 바얀이 동생 테무르를 지지하여, 카말라가 양보했다는 설도 있다.

### 몽골 고원 및 타타르부 관리
1294년 타타르부에 흉년, 기근이 발생하였다. 카말라는 선휘원(宣微院)에 구제를 요청하여 교초 1천만 관(貫)과 은,직물을 받아 타타르부를 지원하였다.
1296년 11월 27일 고려의 국왕 충렬왕의 아들 왕원(王謜, 후일의 고려 충선왕)이 그의 딸 계국대장공주 부다시리와 혼인했다. 고려 왕 충렬왕은 폐백 예물(納幣)로 백마(白馬) 81필을 사신을 시켜 그의 동생 원 성종을 통해 바쳤다.
1297년, 아리크 부케의 아들인 요부쿠르와 몽케의 손자 울루스 부카가 우구데이 칸국을 이탈하여 원나라로 귀환하였고, 이로 인해 카이두의 세력은 크게 줄어들었다. 이후 카이두는 지속적으로 원을 공격하였고, 1298년에는 성종의 딸 조국공주 아라시리(赵国公主 爱牙迷失)의 남편 쾨르기즈를 사로잡는 성과를 올리기도 했다. 그러나 카이두는 카말라의 군대를 상대하다 패배하고 퇴각했다.
제위 계승권으로부터 밀려난 카말라는 몽골 고원에 진수(鎭守)해 칭기즈 칸의 오르도와 군마(軍馬)를 관장하면서도 정계에서 점차 소외당하였다. 신원사 113권에 의하면, 만년에 그가 나이 있음을 들어 측근들이 아들 예순 테무르에게 대임(代任)할 것을 건의하자 그는 이것은 천자의 소명이라며 사양했다 한다. 그러나 그가 사양한 이유는 기록이 없다.

### 생애 후반
원인을 알 수 없으나, 원사 29권 태정제본기에 의하면 카말라는 동생 원 성종에게 '다시는 황위를 넘보지 않겠다는 약속을 했다(我累朝皇帝根底 不謀異心 不圖位次 依本分與國家出氣力行來)'고 한다. 원사, 원사연의에는 그가 동생에게 이 맹세를 한 이유는 나타나지 않는다.
1300년 오고타이 한국의 칸 카이두가 메리크 테무르, 중앙아시아의 몽골족 왕공족, 부족장들의 이끌고 몽골고원 서부를 다시 침략했을 때, 카말라의 고원 세력은 거의 와해되어 곤경에 처했다. 카이두는 메릭 테무르, 두아와 세갈래로 나뉘어서 카라코룸을 침공했고, 카말라는 카이두군과의 교전에서 밀리게 되었다. 그러나 아들 예순 테무르가 이끄는 군대, 원 성종 테무르가 파견한 조카 퀼리그 칸 카이산이 이끄는 군사와, 캉글리족 부대, 킵차크 한국에서 파견했던 친위군, 안시왕 아난다의 중국 서부 군단의 도움으로 카이두의 군대를 겨우 격파했다.
하지만 자신의 세력이 지속적으로 줄어드는 데에 대해 위기감을 느끼고 있던 카이두는 1301년 아리크 부케의 차남 멜릭 테무르, 차가타이 칸국의 칸 두아와 함께 최대 규모의 원정에 나섰고, 다시 몽골고원으로 진입했다. 전쟁 초기엔 카이두의 군대가 우세하여 카말라와 그의 아들 예순 테무르 군대를 압도했지만, 카이산의 군대가 전장으로 지원되면서 전황은 급속도로 변했다. 1301년 8월 조카 카이산이 카이두를 화살로 맞추었다. 이때 차가타이 칸국의 칸인 두아는 전투 중 부상을 당해 본국으로 퇴각했고, 카이두는 그와의 전투 중 입은 부상 때문에 사망하고 말았다. 카말라 역시 전장에서 부상을 얻어 이듬해 사망하게 된다. 1301년 원 성종이 변사를 보내 카말라에게 금 1천만 관을 주었다.
그는 천성이 어질고 후한 성격이었다 한다. 독실한 불교 신자였던 카말라는 불교 승려들을 직접 초빙해 불법, 불사를 주관하기도 했다. 1302년 2월 8일 혹은 2월 2일 카말라는 카라코룸에서 부상 후유증으로 죽고, 예순 테무르가 진왕으로 계승하였다.

### 사후
사망 원인, 장례와 부조에 대한 기록은 원사, 신원사, 원사연의, 집사 등에는 나타나지 않는다. 그의 묘소는 기련곡(起輦谷)이라 하나 정확하지는 않다. 이유를 알 수 없으나, 잇단 전쟁에서의 패배와 카말라가 급서를 계기로 원 성종은 진왕부(晉王府)의 관할 영지를 대폭 축소하였다. 위패는 노사사(盧師寺)에 모셔졌다 하나, 노사사는 노사산(盧師山), 중국 베이징시 스징산구에 위치한 노사산이나, 그 위치가 어디인지는 뒤에 기록이 실전됐다.
아들 예순테무르가 진왕직을 계승하고 카라코룸과 주변 지역을 관리했다. 1309년부터는 다른 아들 델게르부카가 원 무종으로부터 북녕왕(北寧王) 작위와 금인을 받고 카라코룸과 그 주변 지역을 관리했으며, 아수드부 병력 500명을 부여받았다. 이후 델게르부카는 1311년 상녕왕(湘寧王)으로 개봉되어 1323년까지 카라코룸을 관리했다.
1311년 원 인종이 즉위하고 헌무(獻武)의 시호를 추서하여 진헌무왕(晉獻武王)이 되었다가, 1324년 1월 7일 아들 진종 예순테무르가 아버지 카말라를 황제로 추존, 묘호는 현종(顯宗), 시호는 광성인효황제(光聖仁孝皇帝)라 하였다. 존호 여부는 불명이다.

## 가족 관계

### 조부모와 부모
- 조부 : 초대 황제세조(世祖) 쿠빌라이(忽必烈)
- 조모 : 소예순성황후(昭睿順聖皇后) 옹기라트씨(弘吉剌氏)
- 부친 : 추존황제 유종(裕宗) 친킴(眞金)
- 모친 : 추존황후 휘인유성황후(徽仁裕聖皇后) 옹기라트씨(弘吉剌氏)

### 형제
- 동생 : 순종 답랄마팔랄(順宗 答剌麻八剌) : 추존황제(追尊皇帝), 무종 해산(武宗 海山), 인종 애육려발력팔달(仁宗 愛育黎拔力八達)의 아버지
- 동생 : 성종 철목이(成宗 鐵穆耳) : 원나라의 3대 황제

### 후비
- 추존황후 선의숙성황후(宣懿淑聖皇后) 옹기라트씨(弘吉剌氏)
- 배배해 비자(拜拜海 妃子), 바바카이 카툰
- 홀상해 비자(忽上海 妃子), 쿠산카이 카툰

### 황자
1. 진왕(晉王) 예순테무르(也孫鐵木兒) - 선의숙성황후 소생. 원나라 6대 황제 진종(晉宗).
2. 양왕(梁王) 숭샨(松山, ? ~ 1309년), 서자 혹은 정실 소생 차자, 후궁 소생 혹은 선의숙성황후 소생
3. 상녕왕(湘寧王) 질리가아불화(迭里哥兒不花, ? ~ 1323년) 또는 질리가불화(迭裏哥不花), 생모미상(生母未詳)

### 황녀
1. 계국대장공주(薊國大長公主) 보탑실련(寶塔實憐) 또는 복탑실리(卜答失裡) - 고려의 제26대 국왕 충선왕 왕장(忠宣王 王璋)의 왕비.
2. 수녕대장공주(壽寧大長公主) : 생모미상(生母未詳), 부마 미상(未詳)
3. 조국공주(趙國公主) 아납적납팔랄(兒納的納八剌) : 생모미상(生母未詳), 조왕 주안(趙王 注安)에게 하가

## 같이 보기
- 진왕
- 쿠빌라이-카이두 전쟁